# لنگاس
لنگاس (به اسپانیایی: Longás) یک دهستان در اسپانیا است که در استان ساراگوسا واقع شده‌است. لنگاس ۴۹ کیلومتر مربع مساحت و ۵۳ نفر جمعیت دارد.